# Klaus Herrmann
Klaus Herrmann (ur. 4 sierpnia 1903, zm. 22 kwietnia 1972) – niemiecki pisarz, autor powieści historycznych, opowiadań i dramatów.

## Wybrane publikacje
- Benjamin Potters Verbrechen, Berlin 1931.
- Die geizige Mutter, Berlin 1934.
- Im Himmel und auf Erden, Berlin-Wilmersdorf 1940.
- Die Götterwitwe, München 1946.
- Salto mortale, Berlin 1946.
- Babylonischer Sommer, Hamburg 1948.
- Der Guillotinentraum, Weimar 1950.
- Der doppelte Regenbogen, Erfurt 1951.
- (współautor: Günter Pössiger) Ich hab's gewagt, Berlin 1952.
- Jörg, der Katenjunge, Weimar 1952.
- Die ägyptische Hochzeit, Weimar 1953.
- Der dicke und der dünne Michel, Weimar 1953.
- Die guten Jahre zählen nicht, Weimar 1953.
- (współautor: Günter Pössiger) Das Volk steht auf, der Sturm bricht los, Berlin 1953.
- Der Abschied, Weimar 1954.
- Der Brand von Byzanz, Weimar 1955.
- Der Erbe, Weimar 1956.
- Die Zauberin von Ravenna, Weimar 1957.
- Kurt Kora verachtet Berlin, Berlin 1958.
- Der Sommer nahm kein Ende, Weimar 1958.
- Schatten im März, Weimar 1959.
- Der kleine Mogul, Berlin 1961.
- Die Witwe des Propheten, Weimar 1961.
- Die dunkelblauen Hüte, Rudolstadt 1963.
- Die guten Jahre, Weimar 1963.
- Orpheus im Frack, Berlin 1963.
- Kreuzfahrt ins Ungewisse, Berlin 1964.
- Die siamesischen Zwillinge, Berlin 1965.
- Entführung in Venedig, Berlin 1966.
- Entscheidung in Paris, Berlin 1967.
- Die Schuld des Stephan Thoss, Berlin 1967.
- Ankunft der Sieger, Berlin 1969.
- Stunde des Mars, Berlin 1970.
- Die Nacht sinkt auf Babylon, Berlin 1971.
- Die goldene Maske, Berlin 1976.

## Przekłady w języku polskim
- Kochanek bogini Izydy: powieść historyczna z czasów Kleopatry, tł. Irena Naganowska, Katowice: "Śląsk" 1960.
- Pożar Bizancjum, tł. Alfred Ligocki, Katowice: "Śląsk" 1962.
- Porucznik von Mochow, tł. Leonard Borkowicz, Warszawa: "Książka i wiedza" 1972.
- Noc zapada nad Babilonem, przeł. Ireneusz Maślarz, Kraków - Wrocław: Wydawnictwo Literackie 1983.